# Джеймс Гарден
Джеймс Едвард Гарден-молодший (англ. James Harden; 26 серпня 1989) — американський професіональний баскетболіст, який виступає за команду Національної баскетбольної асоціації Лос-Анджелес Кліпперс. Він грав у коледжі за баскетбольну команду Університету штату Аризона, де він був включений Чоловічу баскетбольна загальноамериканську збірну NCAA та отримав нагороду баскетболіст року конференції Pacific-12 в 2009 році. Гарден був обраний обраний на драфті НБА 2009 під загальним третім номером Оклахомою-Сіті Тандер. В 2012 році отримав нагороду Найкращий шостий гравець НБА з Тандер і допоміг команді досягнути Фіналу НБА, де вони програли Маямі Гіт в п’яти іграх.
Гарден був обміняний в «Г'юстон Рокетс» перед початком сезону 2012-2013. Він став одним з найвидатніших бомбардирів НБА і заслужив визнання, як один з найкращих атакувальних захисників в НБА, а також одного із найкращих гравців в лізі. В 2018, Харден очолив лігу  по набиранню очок і був названим Найціннішим гравецем НБА. Він  є восьмикратним учасником матчу всіх зіркою НБА та отримав відзнаки Збірної всіх зірок НБА шість разів, включаючи п’ять виборів в першу команду.
Гарден двічі викликався в Збірну США з баскетболу, виграв з командою золоті медалі Олімпійських іграх 2012 та золоті медалі Чемпіонату світу з баскетболу 2014.

## Кар'єра в школі
Гарден вчився в школі Артезі в Лейквуді, штат Каліфорнія. Під час другого року навчання він набирав в середньому 13,2 очка за матч, а команда Артезі в тому сезоні показала результат 28-5. На наступний рік він покращив свої показники до 18,8 очок, 7,7 підбирань і 3,5 передач за матч. А команда Артезі виграла чемпіонат штату Каліфорнія з результатом 33-1. В останній рік навчання Гардена в школі команда також виграла чемпіонат штату з результатом 33-2. показники самого гравця були наступними - 18,8 очок, 7,9 підбирань і 3,9 передач за матч.

## Кар'єра в коледжі
У 2007 році Гарден вступив до коледжу Аризона Стейт, де 2 роки грав за місцеву команду «Аризона Стейт Сан Девілз». У сезоні 2007/2008 він взяв участь 34 матчах. У яких проводив в середньому на майданчику 34,1 хвилини, набирав у середньому 17,8 очок, робив в середньому 5,3 підбора, а також в середньому 2,1 перехоплення і 0,6 блок-шота, допускав в середньому 2,6 втрати, віддавав 3,2 передачі. У сезоні 2008/2009 він зіграв 35 матчів. З яких  він проводив в середньому на майданчику 35,8 хвилини, набирав у середньому 20,1 очок, робив в середньому 5,6 підбора, а також в середньому 1,7 перехоплення і 0,3 блок-шота, допускав в середньому 3,4 втрати, віддавав 4,2 передачі.

## Професійна кар’єра

### Оклахома-Сіті Тандер (2009–2012)
Гарден був обраний на драфті 2009 під 3 номером командою «Оклахома-Сіті Тандер». Він встановив четвертий найвищий 3-очковий відсоток в історії НБА (0,375) для гравця у віці до 21 року (мінімум 150 спроб) в сезоні 2009-10. Він забив сім 3-очкових в двох іграх підряд (18 та 20 листопада), записавши на себе рекорд по найбільш послідовних 3-очкових спробах новобранця з тих пір, як в травні 1999 року захисник Х'юстона Майкл Дікерсон зробив вісім поспіль. Він 7 грудня 2009 року набрав рекордні 26 очок проти Голден Стейт Ворріорз.

## Виступи на Олімпіадах
| Олімпіада   | Дисципліна | Місце |
| ----------- | ---------- | ----- |
| Лондон 2012 | баскетбол  | 1     |

## Статистика кар'єри в НБА
|  | Лідирував у лізі за показником |

### Регулярний сезон
| Сезон            | Команда          | GP  | GS  | MPG   | FG%  | 3P%  | FT%  | RPG | APG   | SPG | BPG | PPG   |
| ---------------- | ---------------- | --- | --- | ----- | ---- | ---- | ---- | --- | ----- | --- | --- | ----- |
| 2009–10          | Оклахома-Сіті    | 76  | 0   | 22.9  | .403 | .375 | .808 | 3.2 | 1.8   | 1.1 | .3  | 9.9   |
| 2010–11          | Оклахома-Сіті    | 82  | 5   | 26.7  | .436 | .349 | .843 | 3.1 | 2.1   | 1.1 | .3  | 12.2  |
| 2011–12          | Оклахома-Сіті    | 62  | 2   | 31.4  | .491 | .390 | .846 | 4.1 | 3.7   | 1.0 | .2  | 16.8  |
| 2012–13          | Г'юстон          | 78  | 78  | 38.3  | .438 | .368 | .851 | 4.9 | 5.8   | 1.8 | .5  | 25.9  |
| 2013–14          | Г'юстон          | 73  | 73  | 38.0  | .456 | .366 | .866 | 4.7 | 6.1   | 1.6 | .4  | 25.4  |
| 2014–15          | Г'юстон          | 81  | 81  | 36.8  | .440 | .375 | .868 | 5.7 | 7.0   | 1.9 | .7  | 27.4  |
| 2015–16          | Г'юстон          | 82* | 82* | 38.1* | .439 | .359 | .860 | 6.1 | 7.5   | 1.7 | .6  | 29.0  |
| 2016–17          | Г'юстон          | 81  | 81  | 36.4  | .440 | .347 | .847 | 8.1 | 11.2* | 1.5 | .5  | 29.1  |
| 2017–18          | Г'юстон          | 72  | 72  | 35.4  | .449 | .367 | .858 | 5.4 | 8.8   | 1.8 | .7  | 30.4* |
| 2018–19          | Г'юстон          | 78  | 78  | 36.8  | .442 | .368 | .879 | 6.6 | 7.5   | 2.0 | .7  | 36.1* |
| 2019–20          | Г'юстон          | 68  | 68  | 36.5  | .444 | .355 | .865 | 6.6 | 7.5   | 1.8 | .9  | 34.3* |
| 2020–21          | Г'юстон          | 8   | 8   | 36.3  | .444 | .347 | .883 | 5.1 | 10.4  | .9  | .8  | 24.8  |
| 2020–21          | Бруклін          | 36  | 35  | 36.6  | .471 | .366 | .856 | 8.5 | 10.9  | 1.3 | .8  | 24.6  |
| Кар'єра          | Кар'єра          | 877 | 663 | 34.4  | .444 | .363 | .858 | 5.5 | 6.5   | 1.6 | .5  | 25.1  |
| Матчі усіх зірок | Матчі усіх зірок | 9   | 6   | 25.6  | .447 | .411 | .500 | 4.7 | 5.8   | .8  | .3  | 15.9  |

### Плейофф
| Сезон   | Команда       | GP  | GS | MPG  | FG%  | 3P%  | FT%  | RPG | APG | SPG | BPG | PPG  |
| ------- | ------------- | --- | -- | ---- | ---- | ---- | ---- | --- | --- | --- | --- | ---- |
| 2010    | Оклахома-Сіті | 6   | 0  | 20.0 | .387 | .375 | .842 | 2.5 | 1.8 | 1.0 | .2  | 7.7  |
| 2011    | Оклахома-Сіті | 17  | 0  | 31.6 | .475 | .303 | .825 | 5.4 | 3.6 | 1.2 | .8  | 13.0 |
| 2012    | Оклахома-Сіті | 20  | 0  | 31.5 | .435 | .410 | .857 | 5.1 | 3.4 | 1.6 | .1  | 16.3 |
| 2013    | Г'юстон       | 6   | 6  | 40.5 | .391 | .341 | .803 | 6.7 | 4.5 | 2.0 | 1.0 | 26.3 |
| 2014    | Г'юстон       | 6   | 6  | 43.8 | .376 | .296 | .900 | 4.7 | 5.8 | 2.0 | .2  | 26.8 |
| 2015    | Г'юстон       | 17  | 17 | 37.4 | .439 | .383 | .916 | 5.7 | 7.5 | 1.6 | .4  | 27.2 |
| 2016    | Г'юстон       | 5   | 5  | 38.6 | .410 | .310 | .844 | 5.2 | 7.6 | 2.4 | .2  | 26.6 |
| 2017    | Г'юстон       | 11  | 11 | 37.0 | .413 | .278 | .878 | 5.5 | 8.5 | 1.9 | .5  | 28.5 |
| 2018    | Г'юстон       | 17  | 17 | 36.5 | .410 | .299 | .887 | 5.2 | 6.8 | 2.2 | .6  | 28.6 |
| 2019    | Г'юстон       | 11  | 11 | 38.5 | .413 | .350 | .837 | 6.9 | 6.6 | 2.2 | .9  | 31.6 |
| 2020    | Г'юстон       | 12  | 12 | 37.3 | .478 | .333 | .845 | 5.6 | 7.7 | 1.5 | .8  | 29.6 |
| 2021    | Бруклін       | 9   | 9  | 35.8 | .472 | .364 | .903 | 6.3 | 8.6 | 1.7 | .7  | 20.2 |
| Кар'єра | Кар'єра       | 137 | 94 | 35.4 | .428 | .332 | .868 | 5.5 | 6.0 | 1.7 | .5  | 23.3 |